# Santiago Yosondúa
Santiago Yosondúa är en kommun i Mexiko.   Den ligger i delstaten Oaxaca, i den sydöstra delen av landet, 300 km sydost om huvudstaden Mexico City.
Följande samhällen finns i Santiago Yosondúa:
- Santa Catarina Cuanana
- Imperio
- Atalaya
- Alacrán
- Cabecera de Cañada
- Buenavista
- Plumas
- La Cascada
- Lázaro Cárdenas
- El Sabino
- Chandilly